# Dansflugor
Dansflugor (Empididae) är en familj i insektsordningen tvåvingar som tillhör underordningen flugor. Det är en stor familj som är utbredd över hela världen, med särskilt många arter i holarktiska regionen. Familjen är mycket varierad, och några tidigare beskrivna underfamiljer till Empididae har senare fått status som egna familjer.
Dansflugor är små till medelstora flugor, ofta med en förhållandevis slank kroppsbyggnad och svarta eller gulbruna färger. Andra typiska kännetecken för familjen är ett litet, rundat huvud med stora facettögon, stickande och sugande mundelar och förhållandevis kraftiga ben. En del arter har ben som fungerar som griporgan. Flertalet arter har långa, smala och genomskinliga vingar, men det finns också några arter som har bredare och mer färgade vingar.
Som fullbildade insekter är dansflugorna rovdjur som tar andra mindre insekter, men de kan också besöka blommor, från vilka de suger nektar. Flera arter är kända för att svärma innan parningen, vanligen över någon vattenyta. 
Hanen kan i samband med parningen även överlämnar en friargåva till honan, bestående av ett nyss fångat byte. Hos vissa arter kan denna matgåva vara inspunnen.
Larverna kan leva både i vatten och på land, i fuktig mark, ved eller multnande organiskt material. De är vanligen rovdjur som tar andra, små ryggradslösa djur.

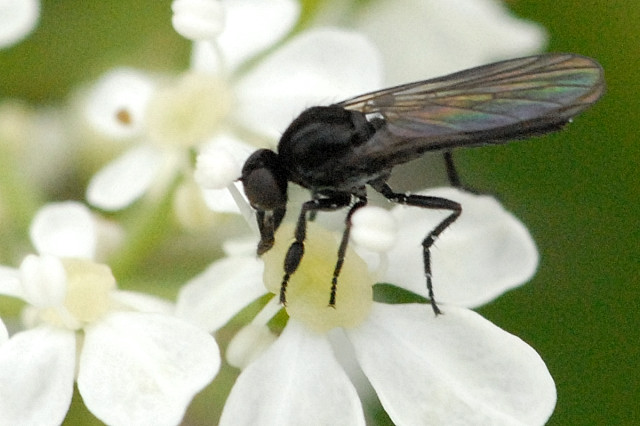
Hilara interstincta
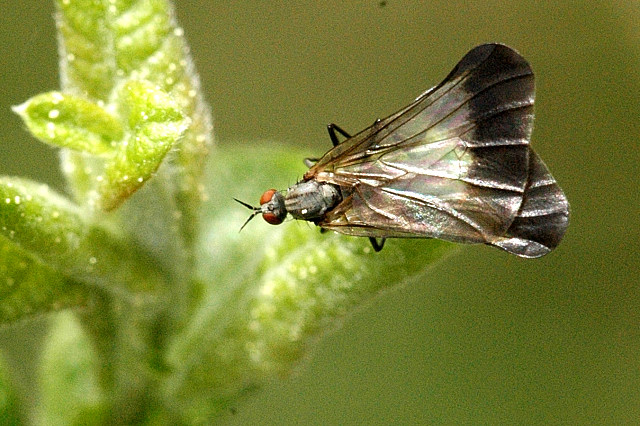
Rhamphomyia marginata
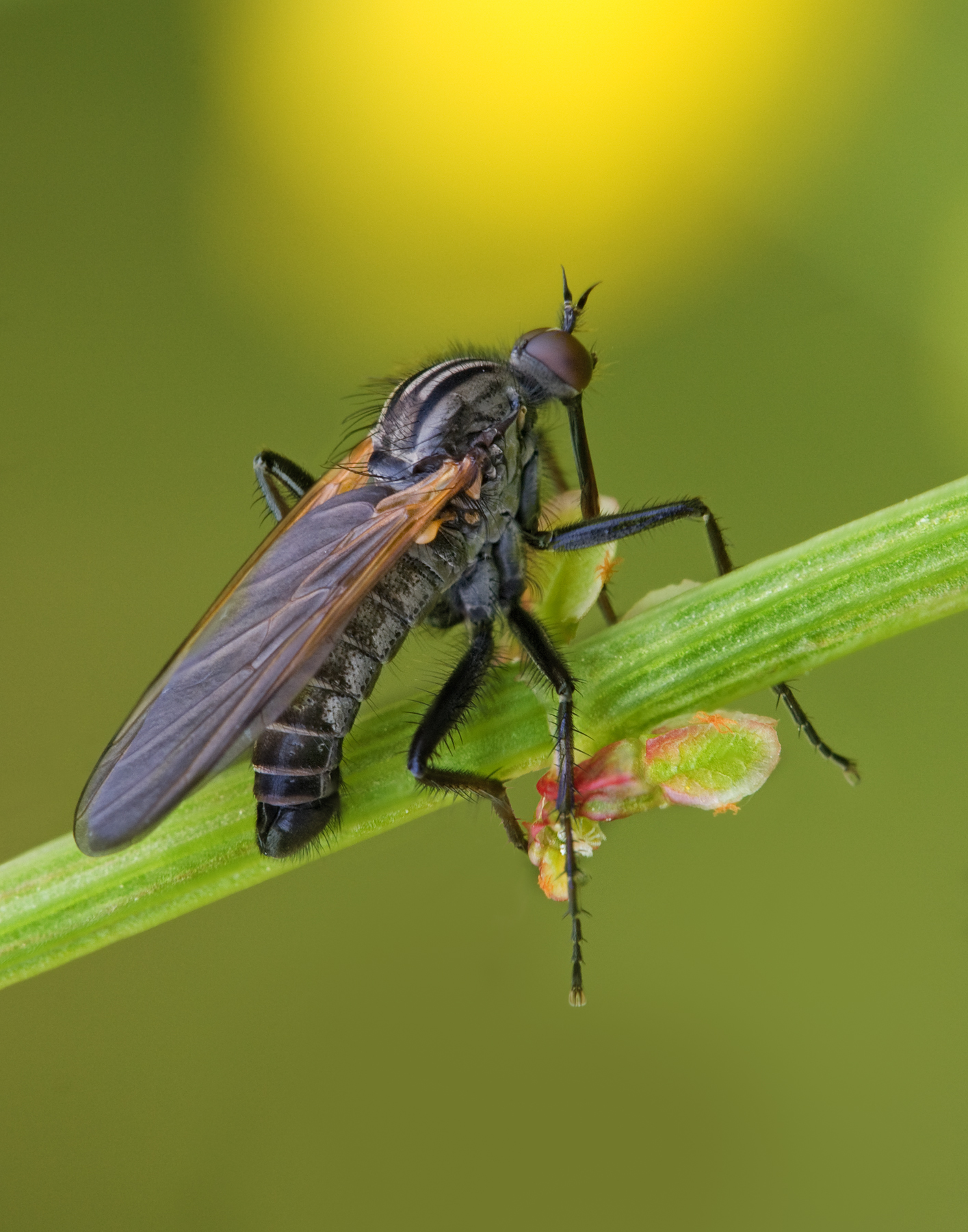
Empis tessellata
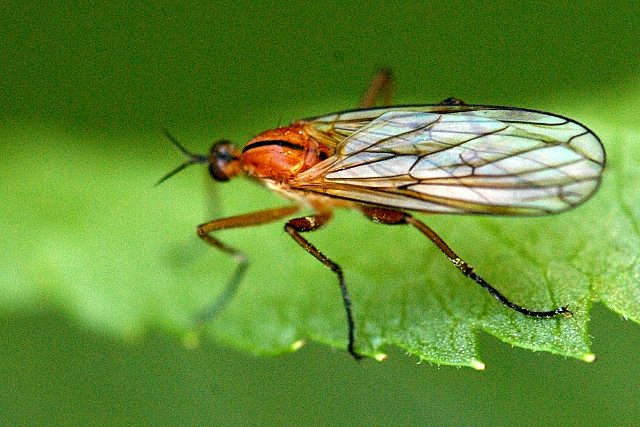
Empis stercorea